# Catalogue Gliese

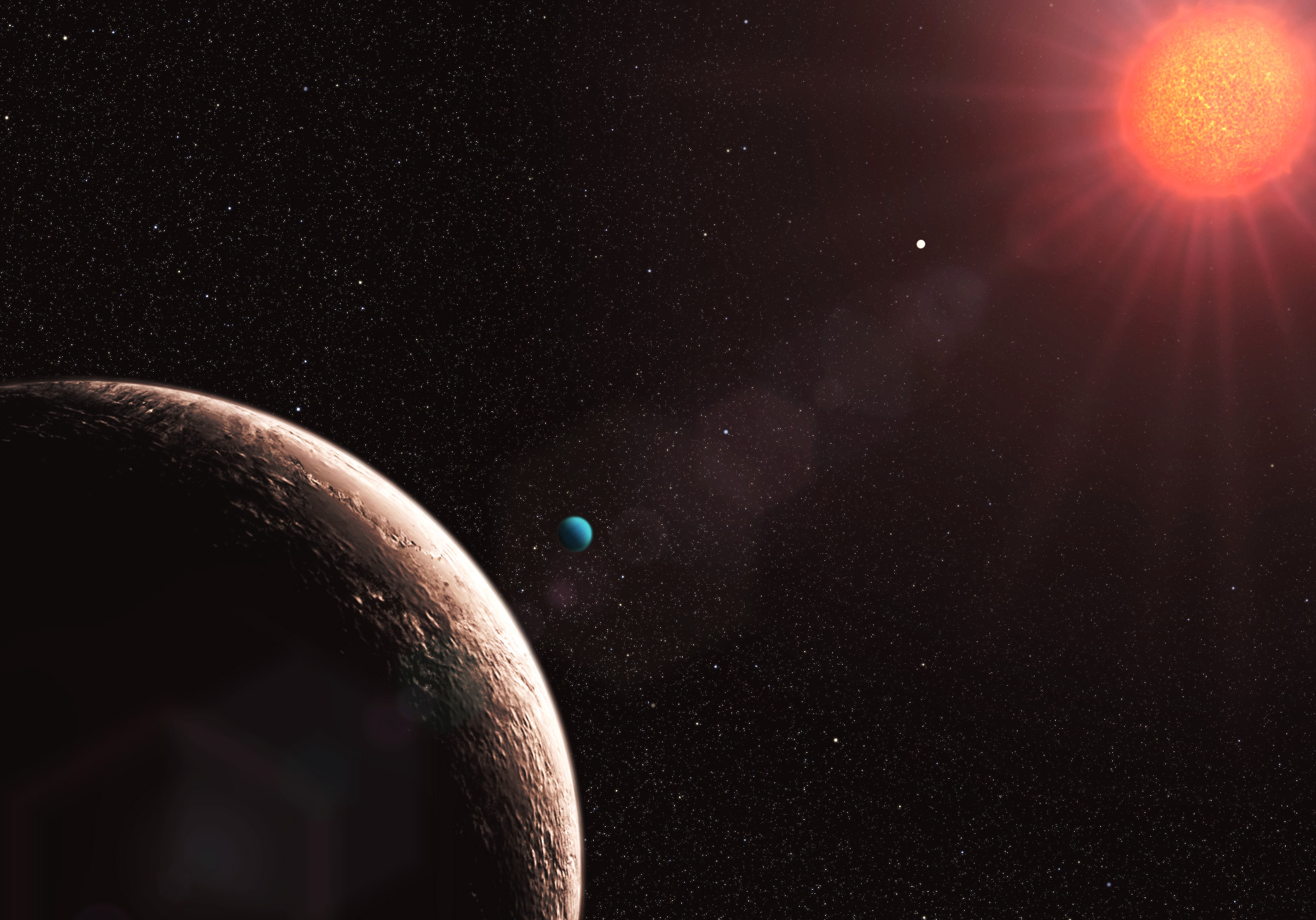
Vue d'artiste de Gliese 581

Le catalogue Gliese, du nom de Wilhelm Gliese, plus tard catalogue Gliese-Jahreiss, du nom de Hartmut Jahreiß (en) tente de lister toutes les étoiles en deçà de 20 parsecs de la Terre. Les éditions ultérieures mettront cette limite à 25 parsecs.
Dans sa première version, en 1957, composée par W. Gliese seul, le catalogue recensait 915 étoiles ou systèmes d'étoiles pour un total de 1 094 objets. Ce catalogue fut augmenté lors d'une réédition datant de 1969, où il contenait 1 529 étoiles et systèmes d'étoiles, pour un total de 1 890 objets.
La première édition indexait les étoiles sous la forme Gl NNNA, NNN correspondant à un nombre entier inférieur ou égal à 915, éventuellement suivi d'une lettre (en général A ou B). Les étoiles étaient classées par ordre croissant d'ascension droite en coordonnées équatoriales relatif à l'époque B1950.0. Le format de la seconde édition était très proche, de la forme Gl NNN.NA, NNN.N correspondant cette fois à un nombre décimal à un chiffre après la virgule. Les nombres entiers correspondaient aux entrées de la première édition, les nombres décimaux non entiers correspondant aux ajouts de la seconde édition, effectués de façon à conserver le classement par ordre croissant d'ascension droite.
En 1970, R. Woolley et ses collaborateurs publient un ajout au catalogue Gliese de 1969. Les étoiles sont repérées sous la forme Wo 9NNNA, 9NNN allant de 9001 à 9848, soit un total de 848 étoiles individuelles ou systèmes, 2 150 objets en tout. Les étoiles sont toujours classées par ordre croissant d'ascension droite, mais fusionnées avec le catalogue précédent (ainsi, l'entrée 9001 se situe entre les entrées 4 et 5 du catalogue de 1957, par exemple).
Enfin, en 1979, W. Gliese et H. Jahreiß publient deux additifs à leur catalogue. Les étoiles sont indexées de 1001 à 1294 et de 2001 à 2159, mais avec le préfixe GJ au lieu de Gl. Le premier bloc correspond aux étoiles dont la distance est confirmée, le second à celle dont la distance est soupçonnée d'être inférieure à 25 parsecs. Pour cette raison, certaines étoiles repérées en GJ 2NNN n'apparaissent pas dans la version électronique du catalogue, leur distance s'avérant au-delà de la limite des 25 pc. En 1991 un troisième additif au catalogue est publié. Cet ajout recense 1 388 nouvelles étoiles indexées de 3001 à 4388. Une quatrième édition est préparée par Hartmut Jahreiß, mais n'est jamais publiée.
En 2023, la cinquième édition du catalogue, le Fifth Catalogue of Nearby Stars (CNS5), est publiée, décrivant 5 931 objets et ajoutant les désignations GJ 10001 à GJ 13461.
Aucun des numéros des différents ajouts n'est partagé par plus d'un objet, aussi sont-ils désormais tous précédés du préfixe GJ, quoique les appellations Gl, Gliese, Wo et NN (pour le dernier ajout) soient parfois mentionnées dans la littérature.

## Note
1. ↑  (de) Wilhelm Gliese, Katalog der Sterne näher ALS 20 Parsek für 1950.0, Astron. Rechen-Institut, Heidelberg, 89 pages (1957).
2. ↑  (en) Wilhelm Gliese, Catalogue of Nearby Stars. Edition 1969, Veröffentlichungen des Astronomischen Rechen-Instituts Heidelberg, 22, 117 pages (1969) Voir en ligne.
3. ↑  (en) R. Woolley, E. A. Epps, M. J. Penston & S. B. Pocock, Catalogue of stars within 25 parsecs of the Sun, Royal Observatory Annals, 5, 1 (1970).
4. ↑  (en) W. Gliese & H. Jahreiss, Nearby Star Data Published 1969-1978, Astronomy and Astrophysics Supplement Series, 38, 423-448 (1979) Voir en ligne.
5. ↑  (en) W. Gliese & H. Jahreiss, Preliminary Version of the Third Catalogue of Nearby Stars, The Astronomical Data Center CD-ROM: Selected Astronomical Catalogs', Vol. I; L. E. Brotzmann & S. E. Gesser (eds.), NASA/Astronomical Data Center, Goddard Space Flight Center.
6. 1 2  (en) Alex Golovin, Sabine Reffert, Andreas Just, Stefan Jordan, Akash Vani et Hartmut Jahreiß, « The Fifth Catalogue of Nearby Stars (CNS5) », Astronomy & Astrophysics, vol. 670,‎ février 2023, article no A19 (DOI 10.1051/0004-6361/202244250, Bibcode 2023A&A...670A..19G, arXiv 2211.01449).